# Geschiedenis van Ierland

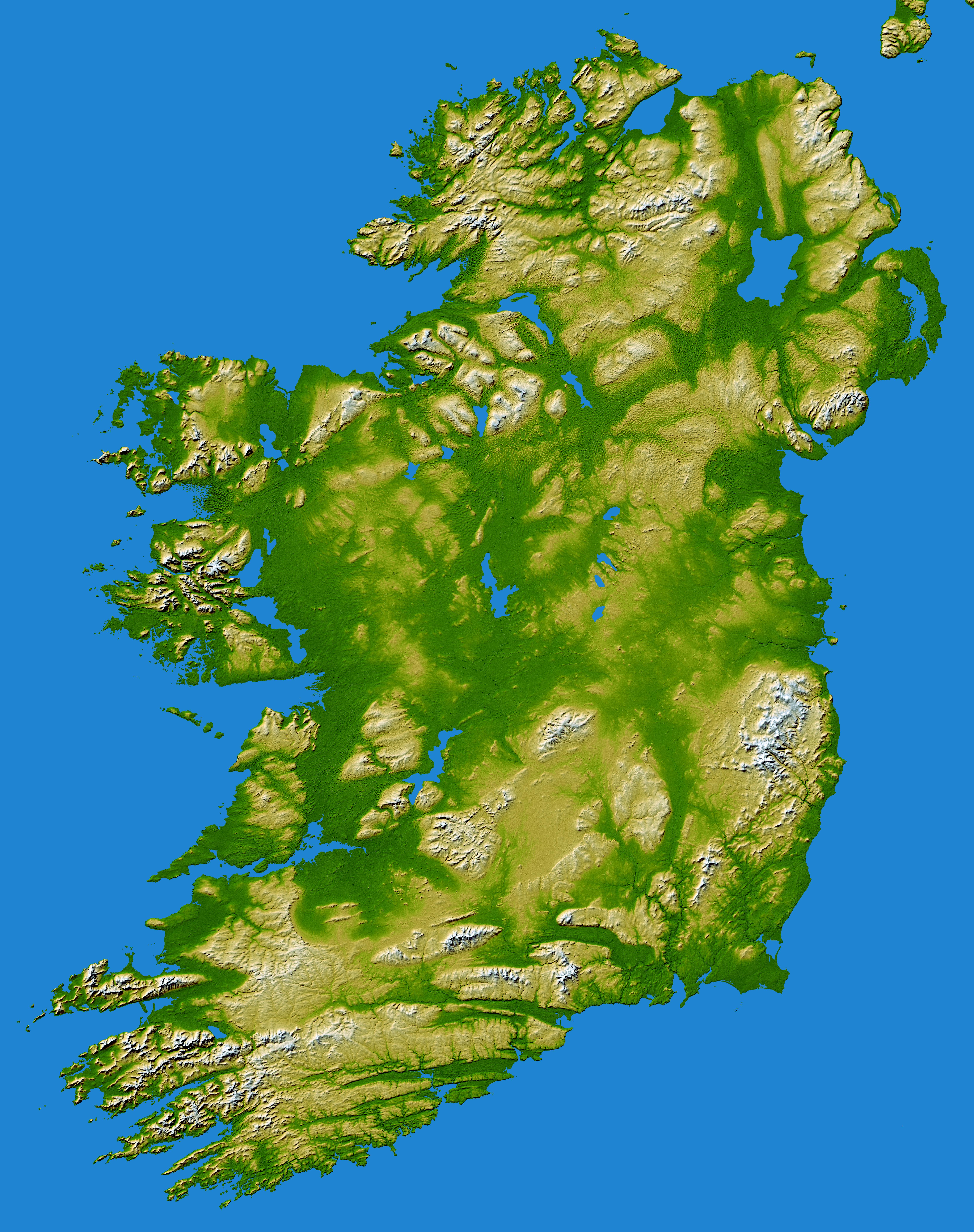
Ierland

Geschiedenis van Ierland behandelt de geschiedenis van het West-Europese eiland Ierland. De eeuwenlange strijd tussen de Keltische inwoners, die ooit ook kolonisten waren, en latere binnenkomers als Noormannen, Anglo-Normandiërs en Schotse protestanten heeft diepe sporen nagelaten. Het land is bezaaid met ruïnes en gedenktekens. De opdeling van het eiland in een Iers en een Brits deel kan alleen uit de geschiedenis begrepen worden

## Prehistorie
De eerste menselijke bewoning van Ierland dateert van na de laatste ijstijd. Destijds waren Groot-Brittannië en Ierland nog verbonden met het Europese vasteland. Na het smelten van het vele ijs steeg de waterspiegel en werd Ierland een eiland. Vooral vanuit Engeland kwamen nieuwe bewoners - per boot - naar het eiland. De oudste archeologische vondsten zijn een prehistorisch fort en een kamp bij Mount Sandel.
Vanuit het Middellandse Zeegebied ontstonden volksverhuizingen die zich langzamerhand in westelijke richting uitbreidden om meer vruchtbare grond te zoeken. Rond 3000 v.Chr. bereikten de eerste neolithische bevolkingsgroepen Ierland.
De Bronstijd begon in Ierland rond 2000 v.Chr. De eerste metalen voorwerpen waren nog van goud en koper, maar al snel leerde men brons te maken van een legering van koper en tin. Veel bronzen voorwerpen werden door heel Europa vanuit Ierland verspreid. Een nieuwe bevolkingsgroep arriveerde in Ierland: het klokbekervolk, genoemd naar de vorm van de bekers die ze maakten. Ze deden aan mijnbouw en brachten nieuwe religieuze gebruiken mee.

## 600 v.Chr-400 n.Chr: Kelten

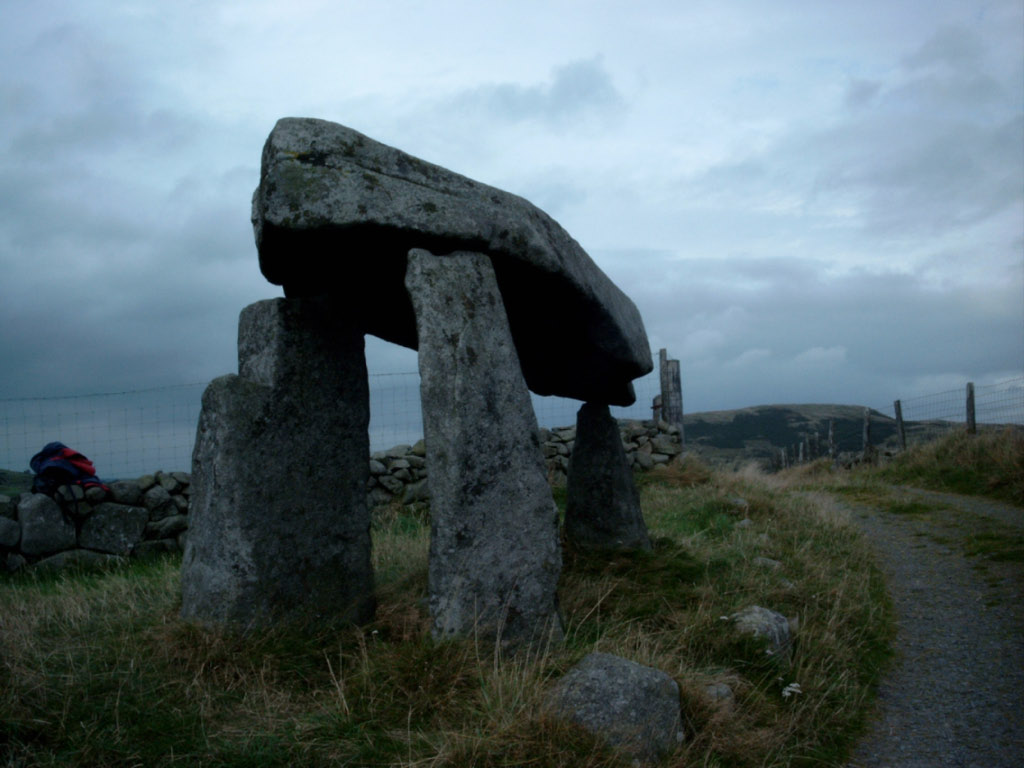
Een van de vele historische restanten

Ondertussen was op het Europese vasteland de ijzertijd al begonnen en de La Tène cultuur verspreidde zich over een groot deel van Europa.
Vanaf circa 600 v.Chr. kwamen de Kelten (volgens Lebor Gabála Érenn vanuit Spanje; volgens andere opvattingen vanuit Frankrijk, België en Zuid-Duitsland) Ierland binnen.
Volgens de 'Celtic invasion theory' wisten ze tussen 100 v.Chr. en 100 na Chr. o.a. door hun ijzeren wapens en hun paarden de oorspronkelijke bevolking aan zich te onderwerpen en in korte tijd het hele land te veroveren. Tegenwoordig wordt er echter van uitgegaan dat het meer om een geleidelijke culturele invloed ging. Er zijn veel legenden over de Kelten en de Ieren zijn nog steeds trots op hun Keltische oorsprong. De Kelten spraken een Indo-Europese taal, de basis voor het Oudiers waaruit het Iers of Gaelisch is voortgekomen.
De Kelten leefden volgens het clansysteem in tuatha. Deze volken sloten zich rond het begin van onze jaartelling in los-vaste verbanden aaneen. Het Keltische volk was verdeeld in drie klassen: de áes dána (o.a. druïden, muzikanten, priesters en dichters), de vrijen en de onvrijen of slaven.
Er is een overvloed aan sagen die in deze tijd gesitueerd zijn. De Runderroof van Cooley, in het Iers Táin Bó Cuailnge, is te zien als de Ierse variant van de Ilias. Het verhaal over de legendarische strijder Cú Chulainn maakt in ieder geval duidelijk dat belangrijke centra van de Ierse cultuur in deze periode lagen in de provincies Ulster en Connacht. Een belangrijke plaats uit de latere pre-Normandische periode, Tara, lag in Leinster.
Het land was opgedeeld in vele kleine koninkrijkjes, de tuatha. Daarboven waren nog hogere koningen, maar er was nimmer sprake van één koning over heel Ierland.

## 400-795: vroege christendom

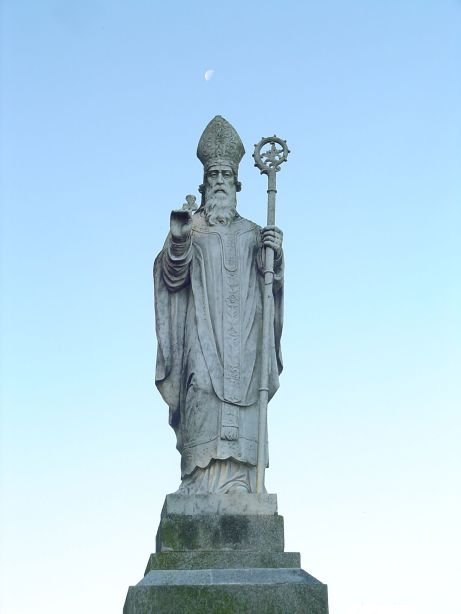
standbeeld van St. Patrick op de Hill of Tara.

In 430 zond de paus de eerste christelijke missionaris, genaamd Palladius, naar Ierland. Zijn opvolger was de legendarische heilige Patricius of Saint Patrick (Padraig). St. Patrick werd bisschop van Ierland en zou later, als gevolg van het vele zendingswerk dat hij verrichtte, uitgroeien tot de nationale heilige van het land.
St. Patrick introduceerde de bisschoppelijke kerkhiërarchie in Ierland, waarbij de bisschop de belangrijkste kerkelijke functie bekleedde. Daarnaast stichtte hij vele kloosters en dat werden er zoveel dat de macht langzamerhand van de bisschop naar de kloosters verschoof. Kloosters werden de belangrijkste centra van geloof en opvoeding en er ontstond een uniek Iers systeem waarin monniken de macht hadden over de kerk. Steden, in de moderne zin van het woord, waren er in die tijd nauwelijks. St. Patrick's Day (17 maart) is nu de nationale feestdag van Ierland. De klaver met drie bladeren (de Shamrock), aan de hand waarvan hij het mysterie van de Goddelijke Drie-eenheid heeft uitgelegd, is een van de nationale symbolen van Ierland. In de 5e eeuw werden de eerste Ierse documenten geschreven door St. Patrick.
Door het werk van St. Patrick werd Ierland een bolwerk van de Latijns-christelijke beschaving, het betrad tevens een gouden eeuw. Ierland ontwikkelde zich tot een 'eiland van heiligen en geleerden'.
Uit deze kloostertijd dateren ook een aantal zeer fraaie Evangeliehandschriften. De bekendste daarvan, het Book of Kells, is te zien in Trinity College in Dublin. De kloosters waren ook een opleidingsplaats voor de vele Ierse missionarissen die een grote bijdrage hebben geleverd aan de verbreiding van het christendom in West-Europa. De bekendste van die monnik-missionarissen zijn Sint-Brandaan en Sint-Columba. Die laatste is bekend als de eerste missionaris van Schotland.
De Angelsaks Egbert, abt van het Ierse klooster Rathmelsigi (townland van Clonmelsh, County Carlow) wist zelf niet Frisia te bereiken om er de Frisii te bekeren. De kloosterling Wigbert predikte er twee jaar tevergeefs. Broeder Adelbert werd een heilige van Egmond en broeder Willibrord bracht het tot 'Aartsbisschop der Friezen'. Volgens de Batavia Sacra was het vooral de Angelsaks Egbert, die verantwoordelijk was voor de evangelieverkondiging in Frisia.
Na de snelle verspreiding van het christendom en de stichting van de vele kloosters in Ierland en zelfs daarbuiten, brak een rustige periode aan van voorspoed die ook wel het Gouden Tijdperk wordt genoemd. De Ieren waren redelijk welvarend en het land was sinds het Stenen Tijdperk niet meer binnengevallen of geplunderd. Door de problemen op het vasteland van Europa (o.a. de volksverhuizing) vluchtten vele geleerden en kloosterordes naar Ierland, waardoor kunsten en wetenschap opbloeiden.
De kunst van het schrijven en het illustreren bereikte een zeer hoog niveau. Doordat vanaf dat moment meer op schrift is gesteld, weten we vanaf deze tijd meer over de geschiedenis van Ierland.
Tegen het einde van de 8e eeuw was Ierland verenigd in taal, cultuur, religie en wetten. Toch was het land nog steeds verdeeld in vele kleine koninkrijken. Tijdens het Gouden Tijdperk waren er weinig conflicten tussen de verschillende koninkrijkjes. Er was een machtsevenwicht. Niet een van de machthebbers was in staat heel Ierland te overheersen of te verdedigen.

## 795-900: Vikingtijdperk
Aan de betrekkelijke rust en voorspoed van de Golden Age kwam een einde door de invallen van de Vikingen. Het Vikingtijdperk brak aan met de eerste invallen van Noorse schepen op het eiland Lambay (voor de kust van Dublin) rond het jaar 795. De volgende 40 jaar werden vrijwel alle kloosters langs de kust van Ierland geplunderd en vernield, maar de invallen bleven aanvankelijk beperkt tot de kuststreken. De kloosterlingen voelden zich bedreigd door deze Vikingen en bouwden bij de kloosters hoge torens met een ingang die ver boven de grond lag. De torens werden gebruikt als klokkentoren en als uitkijkpost.
In 837 arriveerden grote konvooien Noorse schepen en de Vikingen richtten permanente woonplaatsen in en handelsposten. Vanuit deze uitvalsposten werden nu ook die delen van Ierland geplunderd die tot dan gevrijwaard waren. Over de rivieren en meren drongen ze diep Ierland binnen. De Vikingen waren de stichters van de eerste steden in Ierland. Begonnen als handelshavens, kregen ze al gauw een grote invloed op de Ierse economie. Handel werd steeds belangrijker en voor het eerst werd er geld gebruikt in Ierland. Dublin werd de rijkste stad van de Vikingen en een belangrijk handelscentrum. In 870 maakte Olaf de Witte, een Noorse legerleider, van Dublin de hoofdstad van zijn kolonie.

## 900-1171: hoge koningen
Na verloop van tijd vermengden de Vikingen zich met de Ierse bevolking en waren ze even Iers als de Kelten. Ierland was op dat moment verdeeld in 7 provincies (Munster, Leinster, Connacht, Meath, Ailech, Airgialla en Ulster) en in ongeveer 100 tot 200 kleine koninkrijkjes die nogal in grootte en macht verschilden. Het land bereikte een soort van eenheid onder een hoge koning (Iers: Ard Rí) die theoretisch de macht had over de andere provinciale koningen. Er was sprake van steeds wisselende coalities tussen inheemse koningen en Vikingen. In 1002 zag koning Brian Boru, koning van Munster, zijn kans schoon om als 'opperkoning' over bijna het hele eiland te heersen. In tegenstelling tot zijn voorgangers was hij een politiek opperhoofd die leek op de feodale koningen zoals die zich op het Europese vasteland begonnen te manifesteren. Hij bouwde scholen, wegen en bruggen en zorgde voor rechtspraak.
In de Slag bij Clontarf in 1014 versloeg koning Brian Boru de Vikingen. Brian Boru kwam in deze slag zelf om het leven. Deze slag maakte een einde aan de invloed van de Vikingen maar het wegvallen van koning Brian Boru had tot gevolg dat het land steeds meer verdeeld raakte en ten prooi viel aan onderlinge twisten. De provinciale koningen twistten om het hoge koningschap en bestreden elkaar uit vrees hun macht te verliezen.
Paus Gregorius VII zette een hervorming in gang. Dit hield de stichting van aartsbisdommen in, waaraan de Ierse kloosters, die tot dan toe een grote mate van zelfstandigheid hadden genoten, zich moesten onderwerpen.
In 1152 kreeg de Ierse kerk tijdens de synode in het Schotse Kells haar eerste constitutie. Het eiland werd verdeeld in vier bisdommen. De aartsbisschop van Armagh werd de primaat. Deze situatie duurt voort tot op de dag van vandaag.
In 1155 droeg paus Adrianus IV, de enige Engelse paus ooit, het oppergezag in Ierland over aan koning Hendrik II van Engeland. Volgens deze pauselijke bul was de Engelse koning voor Ierland de plaatsvervanger van de paus (“Lord of Ireland”).
In werkelijkheid werd het oppergezag in Ierland nog steeds betwist door rivaliserende provinciale koningen en was er nog steeds een hoge koning.
Toen een van de laatste hoge koningen, Muirchertach MacLochlainn, nadat hij een eed had gebroken, vermoord en opgevolgd werd door Ruaidrí Ua Conchobair (Rory O'Connor), had dit tot gevolg dat zijn bondgenoot Diarmait Mac Murchada (Dermot McMurrough), koning van Leinster, zijn koninkrijk verloor aan Ua Conchobair. Mac Murchada vluchtte hierop naar Engeland en vroeg Hendrik II om hulp om zijn koninkrijk te heroveren. Hij kreeg toestemming van Hendrik om Normandische en Welshe troepen te rekruteren. In 1169 landde hij met Normandische, Vlaamse en Welshe troepen in Wexford en wist al snel zijn koninkrijk te heroveren. Met hulp van Richard de Clare, graaf van Pembroke, veroverde hij ook Dublin en Waterford. De Clare, bijgenaamd "Strongbow", trouwde met de dochter van Mac Murchada en werd diens erfgenaam.

## 1171-1541: Anglo-Normandiërs en de heerlijkheid Ierland
Hendrik II, vrezend voor een rivaliserend Normandisch koninkrijk in Ierland, nam het heft in eigen hand en viel in 1171, gesteund door de autoriteit van de bul Laudabiliter, het land binnen. Hendrik gaf zijn Ierse bezittingen, de Heerlijkheid Ierland, waaronder The Pale, aan zijn jongste zoon, Jan zonder Land. Toen deze onverwacht koning van Engeland werd viel de heerlijkheid direct onder de Engelse kroon.
De Normandische baronnen hadden na de invasie de controle over een groot deel van het eiland, waaronder de hele oostkust. Door een aantal factoren, waaronder een verdeel-en-heerspolitiek van de Engelse kroon, die meer invloed wilde, het verdelen van domeinen in kleinere delen (zo werd Leinster in vijven gedeeld en ontstonden Kildare, Laois, Carlow, Kilkenny en Wexford) en de komst van de Zwarte Dood in 1348, werd hun invloed minder. Alleen The Pale stond nog steeds onder directe invloed van Engeland, daarbuiten namen veel Normandische heersers de Keltische gebruiken en taal over. Ze gingen bekendstaan als de Old English, soms Hiberniores Hibernis ipsis ("Ierser dan de Ieren zelf").

## 1541-1801: koninkrijk Ierland

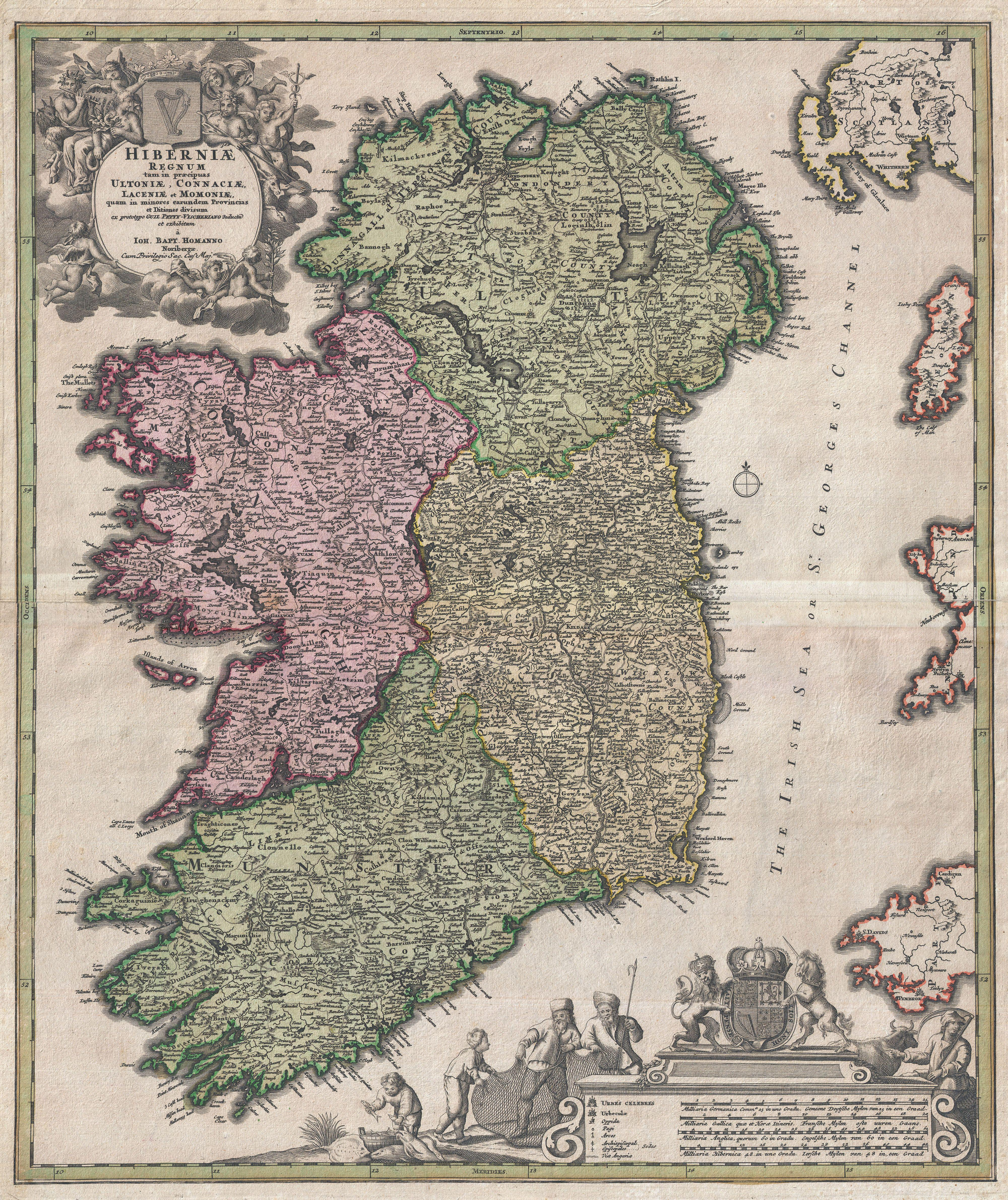
Een kaart van Ierland uit 1716

De heerlijkheid Ierland bleef bestaan tot 1541, toen Ierland het koninkrijk Ierland werd, een staat in personele unie met Engeland. Koning Hendrik VIII had zich in 1534 van de Rooms-katholieke kerk afgescheiden, en door de titel Koning van Ierland aan te nemen kon de kerk zijn titel Heer van Ierland, die immers door de paus aan de Engelse koning was toegekend, niet terugtrekken.
In de eeuw die daarop volgde herstelden de Engelse koningen geleidelijk hun gezag over heel Ierland (dat ze tijdens de Rozenoorlogen grotendeels hadden kwijtgeraakt), door middel van zowel geweld als grootschalige kolonisatie door Engelse immigranten.
Het koninkrijk werd bestuurd door een gouverneur, de Lord Lieutenant of Ireland of Lord Deputy of Ireland, ook wel viceroy (onderkoning) genoemd. Het Ierse parlement, met een lagerhuis (House of Commons) en hogerhuis (House of Lords), zetelde in Dublin. Het Ierse parlementsgebouw uit 1729 was het eerste parlementsgebouw ter wereld dat speciaal voor dat doel was gebouwd.
Tot 1782 had het parlement weinig te zeggen, en Rooms-katholieken mochten geen parlementslid worden. Bijna alle macht in Ierland lag in handen van de gouverneur en zijn tweede man, de Chief Secretary for Ireland, die beiden altijd van Engelse of Britse adel waren.
De arme, voornamelijk Rooms-katholieke bevolking van Ierland werd bestuurd door een kleine protestantse, Iers-Engelse elite. Dit leidde tot gewelddadige conflicten, waaronder de Negenjarige Oorlog vanaf 1594, de opstand van 1641, de Williamitische Oorlog (1689-1691) en de opstand van 1798.

## 1801-1927: Verenigd Koninkrijk van Groot-Brittannië en Ierland
Na de opstand van 1798 besloot de Britse regering om Ierland bij het Verenigd Koninkrijk te voegen, om zo de Ierse bevolking eerlijkere vertegenwoordiging in de regering te geven en verdere onrust te voorkomen. In 1800 stemde zowel het Britse als het Ierse parlement voor een Act of Union, die echter pas in 1801 in werking trad. Hierbij werd het koninkrijk samengevoegd met het Koninkrijk Groot-Brittannië om zo het Verenigd Koninkrijk van Groot-Brittannië en Ierland te vormen.

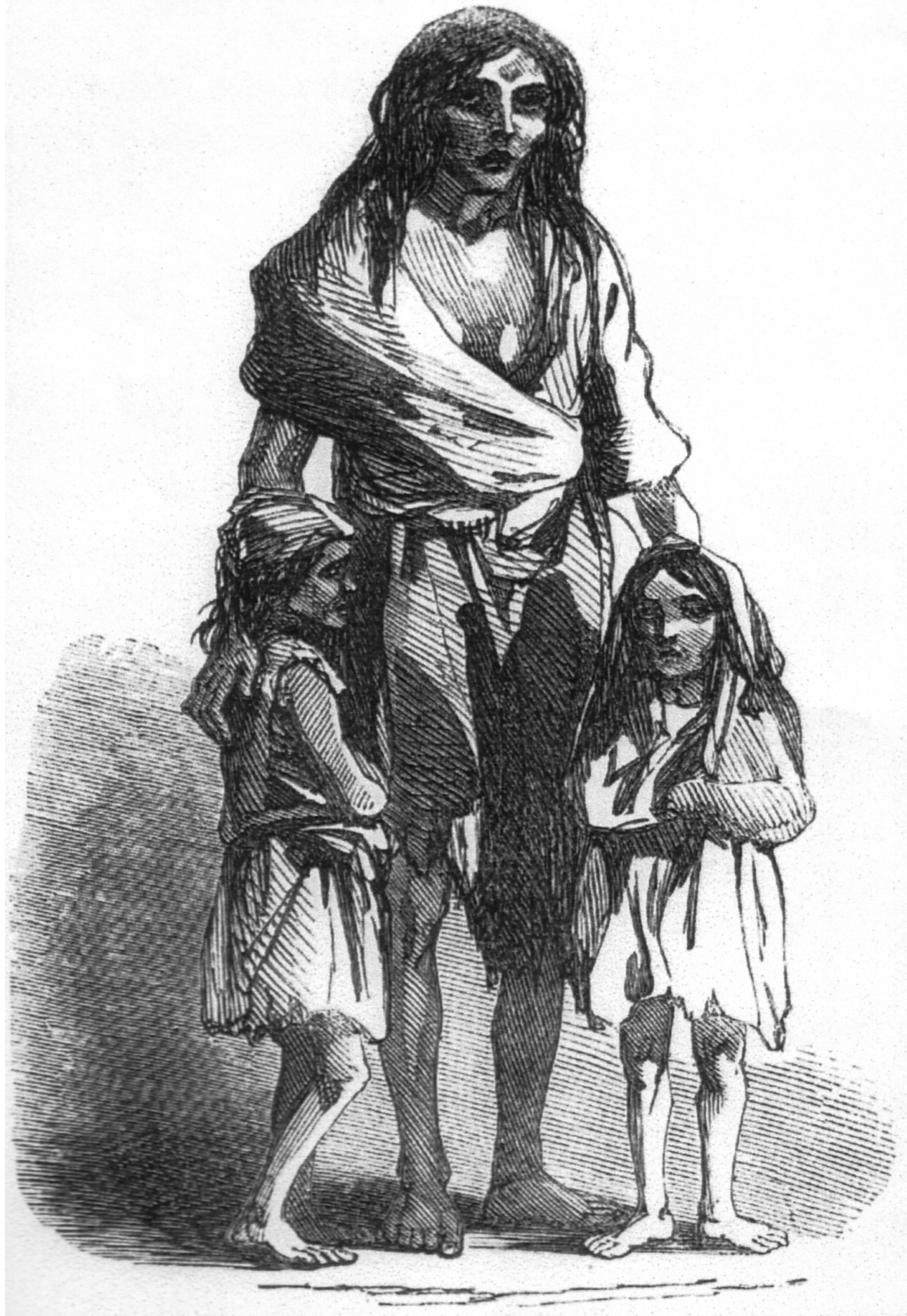
beeld van de honger

De Ierse maatschappij bestond in de 19e eeuw uit een kleine, protestantse, bovenlaag en een grote katholieke onderlaag. Er was nauwelijks een middenklasse. De leefomstandigheden van de onderklasse waren zeer slecht. In Dublin, na Londen de tweede stad van het Britse Rijk, was het niet ongewoon om met dertig tot veertig mensen een huis te delen.
Op het platteland waren de omstandigheden zo mogelijk nog slechter. De bevolking van Ierland was in de eerste jaren van de 19e eeuw explosief gegroeid. Het land was grotendeels eigendom van protestantse edelen, die vaak zelf in Engeland woonden. Hun voornaamste belang was een zo groot mogelijke opbrengst. Dat leidde tot een toename van de graanteelt, voornamelijk voor export naar Engeland.
De landarbeiders en kleine boeren teelden daarnaast voor eigen gebruik aardappelen. Naar schatting twee derde van de bevolking was in 1841 voor zijn dagelijkse voeding primair aangewezen op de landbouw, en dan met name op de aardappel.

### Grote Hongersnood
In 1845 mislukte de aardappeloogst grotendeels vanwege een tot dan toe onbekende ziekte, de door de pseudoschimmel Phytophthora infestans veroorzaakte Aardappelziekte. Het jaar daarop mislukte de oogst volledig. Omdat de plattelandsbevolking nauwelijks alternatieven had, leidde dit tot een zeer ernstige hongersnood. In 1847 viel de oogst mee, met als gevolg dat voor het volgende jaar weer meer aardappelen gepoot werden. Toen in 1848 de oogst wederom compleet verloren ging was het drama compleet.
De precieze omvang van deze ramp, in Ierland aangeduid als the Great Famine is moeilijk vast te stellen. Naar schatting had Ierland in 1840 ongeveer 8 miljoen inwoners. In 1850 werd het inwonertal geschat op 6 miljoen. Het verschil zou voor de helft veroorzaakt zijn door sterfte, en voor de andere helft door massale emigratie. Deze emigratie was richting Amerika, waar Ieren met zogenoemde Coffin ships naartoe werden gebracht. Zo komt het dat de Verenigde Staten nu ruim 10 miljoen inwoners van Ierse afkomst hebben. De familie Kennedy is Iers.
De hongersnood was een extra impuls voor het streven naar een gelijkere verdeling van het land. Voor veel Ieren was het 'landvraagstuk' van veel meer belang dan zelfbestuur of onafhankelijkheid.
In 1850 leidde dat tot de oprichting van een vereniging van pachters, Tenant Right League. Daarmee begon een periode die in het Engels wordt aangeduid als de 'land war'.

### Paasopstand

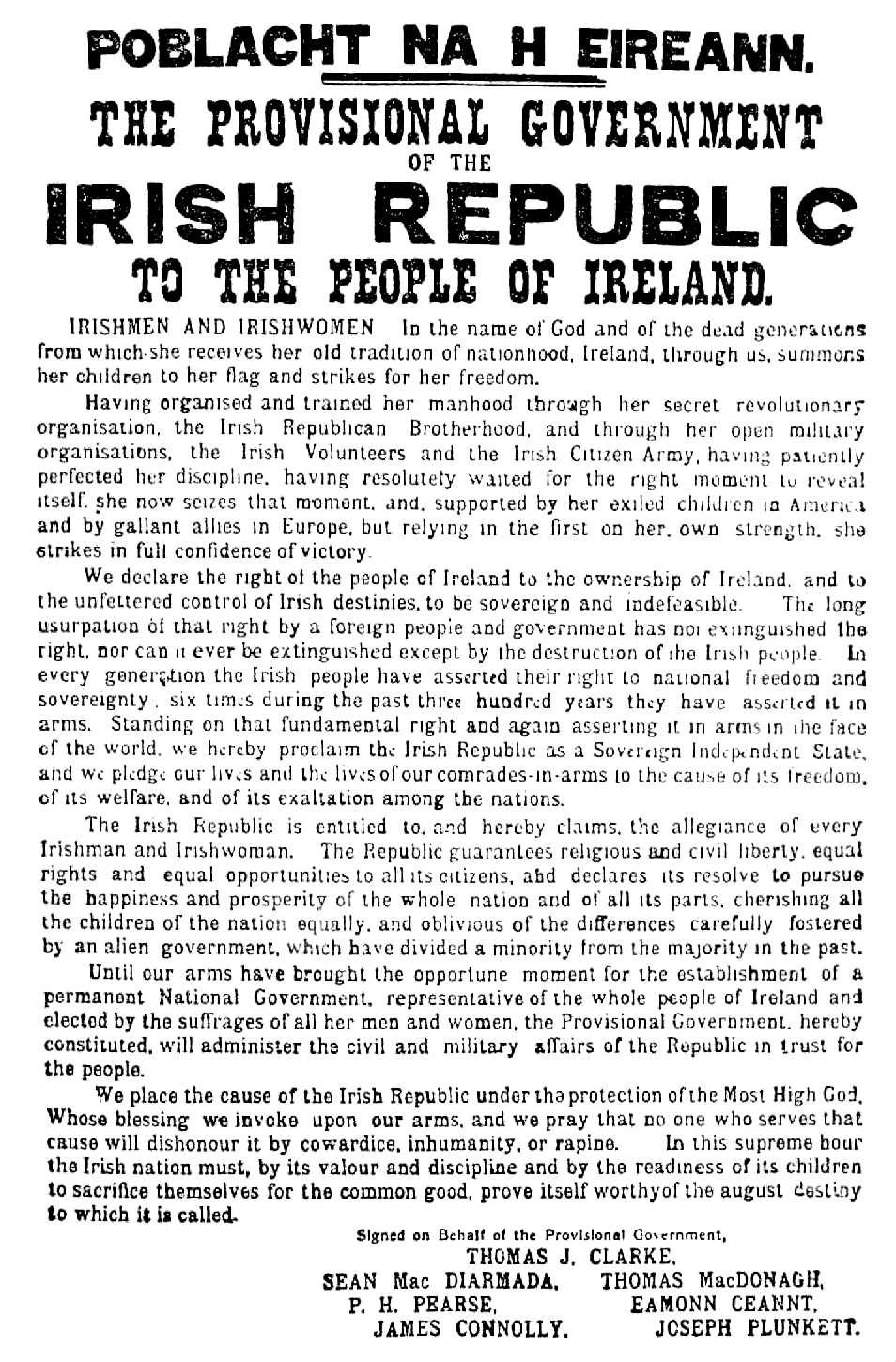
De proclamatie van de Republiek

Na het unie-verdrag van 1800 ontstond in de 19e eeuw een streven naar zelfbestuur (home-rule). Grote leider van deze groep was Charles Stewart Parnell. Tot twee keer toe werd een wet voor zelfbestuur aangenomen door het Lagerhuis in Londen, maar beide keren sneuvelde het voorstel in het Hogerhuis. De dood van Parnell in 1891 beroofde de Ierse Partij van een krachtig leider, het perspectief op een eigen parlement in Dublin leek daarmee te verdwijnen.
Het gebrek aan politiek perspectief leidde tot een opbloei van de eigen cultuur. Een groep schrijvers rond W.B. Yeats en Lady Gregory zochten en vonden hun inspiratie in de oude Keltische mystiek. De Gaelic League werd gesticht mede met als doel de eigen taal, het Iers, te ondersteunen. Door het hele land werden nationale scholen opgericht waar Iers een verplicht vak werd. Op sportgebied werd de GAA, de Gaelic Athletic Association, opgericht die zich richtte op 'klassieke' Ierse sporten als Iers voetbal en Hurling.
Dit nieuwe nationalisme, vooral gegrond op de Ierse eigenheid, zorgde ook voor een opleving van de radicale stroming in de politiek. Sinn Féin werd in deze periode opgericht, maar was oorspronkelijk nog geen republikeinse partij.
Toch bleef de Ierse Partij de dominerende kracht. Toen in 1910 de liberalen in Engeland aan het bewind kwamen met steun van de Ierse Partij leek zelfbestuur opeens toch binnen handbereik. Door een wijziging in de verhouding tussen Lagerhuis en Hogerhuis kon het Hogerhuis zelfbestuur niet langer blokkeren, alleen nog vertragen.
In 1912 werd een wet aangenomen waarbij heel Ierland zelfbestuur kreeg. Die wet leidde tot groot verzet in de provincie Ulster, verzet dat overigens werd geleid door een Dubliner en in Engeland van harte ondersteund werd door de Conservatieve Partij. In het vooruitzicht van de naderende wereldoorlog durfde de Liberale Partij de protestanten in Ulster niet voor het blok te zetten. De Ierse partij moest lijdzaam toezien hoe gepraat werd over een aparte regeling voor het noorden van het eiland.
Het uitbreken van de Eerste Wereldoorlog betekende uitstel van het zelfbestuur. De leider van de Ierse Partij riep alle Ieren op om het Koninkrijk te helpen in deze zware tijden door dienst te nemen in het leger. Hoewel veel Ieren aan die oproep gehoor gaven, was er ook forse tegenstand, ook binnen de Ierse Partij. Die tegenstand was vooral te vinden in de paramilitaire afdeling van die partij, de Irish Volunteers.
Ook de republikeinen hadden een eigen militaire organisatie, de Irish Republican Brotherhood (IRB). De leiders van die beweging sloten zich ook aan bij de volunteers en volgden daarbinnen hun eigen agenda.
Een aparte rol speelde de kleine socialistische partij. Onder leiding van James Connolly probeerde deze partij de strijd voor onafhankelijkheid te combineren met de strijd voor een socialistische revolutie. Ook deze partij had een eigen militaire afdeling, de Irish Citizen's Army.
Padraigh Pearse, de belangrijkste leider van de IRB, wist Connolly tot samenwerking te bewegen. Op 24 april 1916, Paasmaandag, gingen beide groepen over tot de bezetting van een aantal belangrijke panden in Dublin. Zij vestigden hun hoofdkwartier in het Hoofdpostkantoor (GPO) aan O'Connell Street. Pearse las daar de proclamatie voor waarbij de Republiek Ierland werd uitgeroepen.
Algemeen wordt aangenomen dat de leiders zelf wisten dat hun actie in militair opzicht kansloos was. De opstand was na zes dagen voorbij. Waarschijnlijk gokten de leiders er op dat hun actie voldoende zou losmaken om op korte termijn toch tot het gewenste doel te komen. De manier waarop de Engelsen reageerden, alle leiders (met uitzondering van Éamon de Valera) werden geëxecuteerd, heeft er zeker toe bijgedragen dat de opstand postuum heeft bereikt wat zij voor ogen hadden.

### Verdeling
Door het uitbreken van de Eerste Wereldoorlog was de Home Rule opgeschort. De Paasopstand had het verzet tegen die wet in Ulster alleen maar versterkt. Voor de protestanten betekende Home Rule: Rome Rule. Bij de algemene verkiezingen in november 1918 werd Sinn Féin verreweg de grootste partij, zij behaalde 73 zetels, tegen 26 voor de Unionisten in Ulster. De oude Ierse partij werd vrijwel weggevaagd. De leden van Sinn Féin weigerden plaats te nemen in het parlement in Londen en vormden hun eigen parlement in Dublin: Dáil Éireann.
In de loop van 1919 werd het steeds onrustiger. Steeds vaker werden er aanslagen gepleegd op Britse doelen. De Britten reageerden daarop met vergeldingsacties door het inzetten van troepen: de beruchte Black and Tans. De gewelddadigheden bereikten een hoogtepunt met The Burning of Cork. In Ierland zelf staat deze periode bekend als de Ierse onafhankelijkheidsoorlog.
In 1920 nam het Britse parlement een wet aan waarbij het eiland in tweeën werd gedeeld. Het noorden kreeg eigen zelfbestuur en behield een nauwe band met Londen. In het zuiden kwam een eigen parlement in Dublin, waarbij Zuid-Ierland een status zou krijgen vergelijkbaar met Canada en Australië. De verdeling van het eiland was voor veel Ieren onacceptabel. Ook de status, waarbij een band bleef bestaan met Londen, ging velen niet ver genoeg. De wet werd daarom niet geaccepteerd en de onrust groeide uit tot een ware onafhankelijkheidsstrijd.
In het voorjaar van 1921 brak bij een aantal kopstukken van Sinn Féin het besef door dat langs militaire weg hun doel niet bereikt zou worden. Dat leidde tot vredesbesprekingen die in december resulteerden in het Anglo-Iers Verdrag. Door dat verdrag werd het zuiden de facto onafhankelijk, de Vrijstaat, hoewel er in naam een band met Londen bleef bestaan. Het verdrag betekende echter ook dat het zuiden akkoord ging met de creatie van een protestantse staat Noord-Ierland waarin de grote katholieke minderheid bewust tot tweederangs burgers werd gemaakt.

## 1922-1949: Ierse Vrijstaat
De nieuwe staat kende een moeilijke start. Binnen Sinn Féin bestond grote tegenstand tegen het verdrag met Engeland. De tegenstanders van het verdrag onder leiding van Éamon de Valéra stichtten een eigen partij: Fianna Fáil. Het geschil liep zo hoog op dat feitelijk gesproken kan worden van een burgeroorlog. Een van de voornaamste slachtoffers was Michael Collins een veteraan van de Paasopstand.
Militair gezien kon de anti-verdragspartij de strijd niet winnen, politiek gezien echter wel. Fianna Fáil is sindsdien altijd de grootste politieke kracht in de Vrijstaat, en later de Republiek geweest. Partijleider De Valera zou van 1932 tot 1948 onafgebroken de functie van Taoiseach vervullen.

## Republiek Ierland

### 20ste eeuw
Hoewel Fianna Fáil zich zelf beschouwde als de meest republikeinse partij werd de Republiek in 1949 uitgeroepen door de coalitieregering onder John A. Costello. Daarmee werden ook formeel de laatste banden met Groot-Brittannië verbroken.
Tussen 1968 en 1998 brak er in Noord-Ierland een burgeroorlog uit, The Troubles. Het Goede Vrijdag-akkoord maakte een eind aan het conflict.
In 1973 werd Ierland lid van de Europese Gemeenschap.
Aan het eind van de jaren 1990 kende het land een sterke economische opleving, die onder andere te danken was aan economische hervormingen en de investeringen van de EG. Het fenomeen kreeg de naam Keltische Tijger, in analogie met de opkomende economieën in Zuidoost-Azië, de Aziatische Tijgers.
Als gevolg van de economische opleving kende het land van 1991 tot 2006 een totale bevolkingsgroei van ca. 700.000 (17%), voornamelijk door immigratie vanuit (Oost)-Europa en Azië. Tegelijkertijd stegen de huizenprijzen met een factor vier tot tien.

### 21ste eeuw
De vastgoedzeepbel spatte uiteen met de Kredietcrisis in 2008, het land viel in een recessie voor het eerst sinds de jaren 1980. Emigratie, net als de werkloosheid (met name in de bouwsector), nam sinds decennia fors toe.